# 苗粲
苗粲（?—?），唐朝官员，宰相苗晋卿之子。
唐德宗时，官郎中。官至给事中。有子苗纘。苗纘將參加科舉，而苗粲中風不能言語。苗纘就把字寫在紙上，請問自己要不要去考試。苗粲在紙上寫了“入”字（入考場）。苗纘果中進士。